# Cetatea Neamțului (film din 1965)
Cetatea Neamțului este un film românesc din 1965 regizat de Pavel Constantinescu.